# كأس حذفي 1998–99
كأس حذفي 1998–99 هو موسم من كأس حذفي. فاز فيه نادي برسبوليس.